# Zajcevljevo pravilo
Zajcevljevo pravilo je empirijsko (eksperimentalno utvrđeno) pravilo za predviđanje glavnog proizvoda u reakciji eliminacije. Ruski hemičar Aleksandar Zajcev je proučavajući reakcije eliminacije došao do sledećeg zaključka: alken koji nastaje u najvećoj količini je onaj u kome je dvostruka veza između ugljenika odlazeće grupe i susednog C atoma sa manjim brojem vodonikovih atoma. Na primer, kada se 2-jodobutan tretira alkoholnim rastvorom , glavni proivod je 2-buten, a takođe, u manjim količinama, nastaje i 1-buten.
Zajcevljevo pravilo predviđa da je u reakcijama eliminacije preferentni proizvod najstabilniji alken - tipično onaj koji je u najvećoj meri supstituisan. Ovo pravilo je efektino u predviđanju preferentnog proizvoda mnogih reakcija eliminacije, mada postoji i niz izuzetaka. Nekada zbog stereohemije ili sternog efekta nastaje malo ili uopšte ne nastaje Zajcevljev proizvod.

## Literatura
- Lehman, John (2009). Operational Organic Chemistry (4th изд.). Upper Saddle River, NJ: Pearson Education. стр. 182. ISBN 978-0-13-600092-1.